# Lista de peixes do rio Danúbio

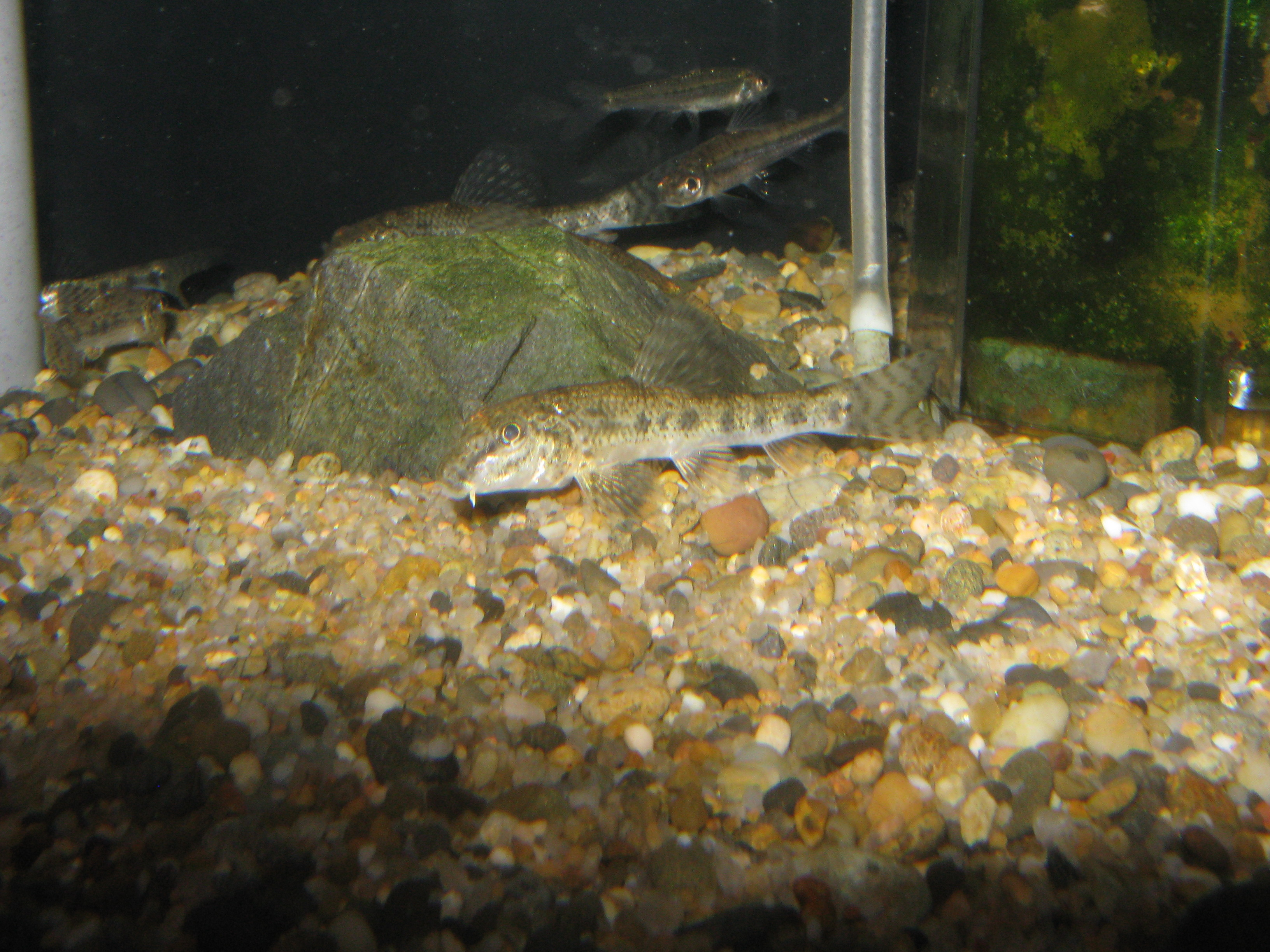
Abbottina rivularis

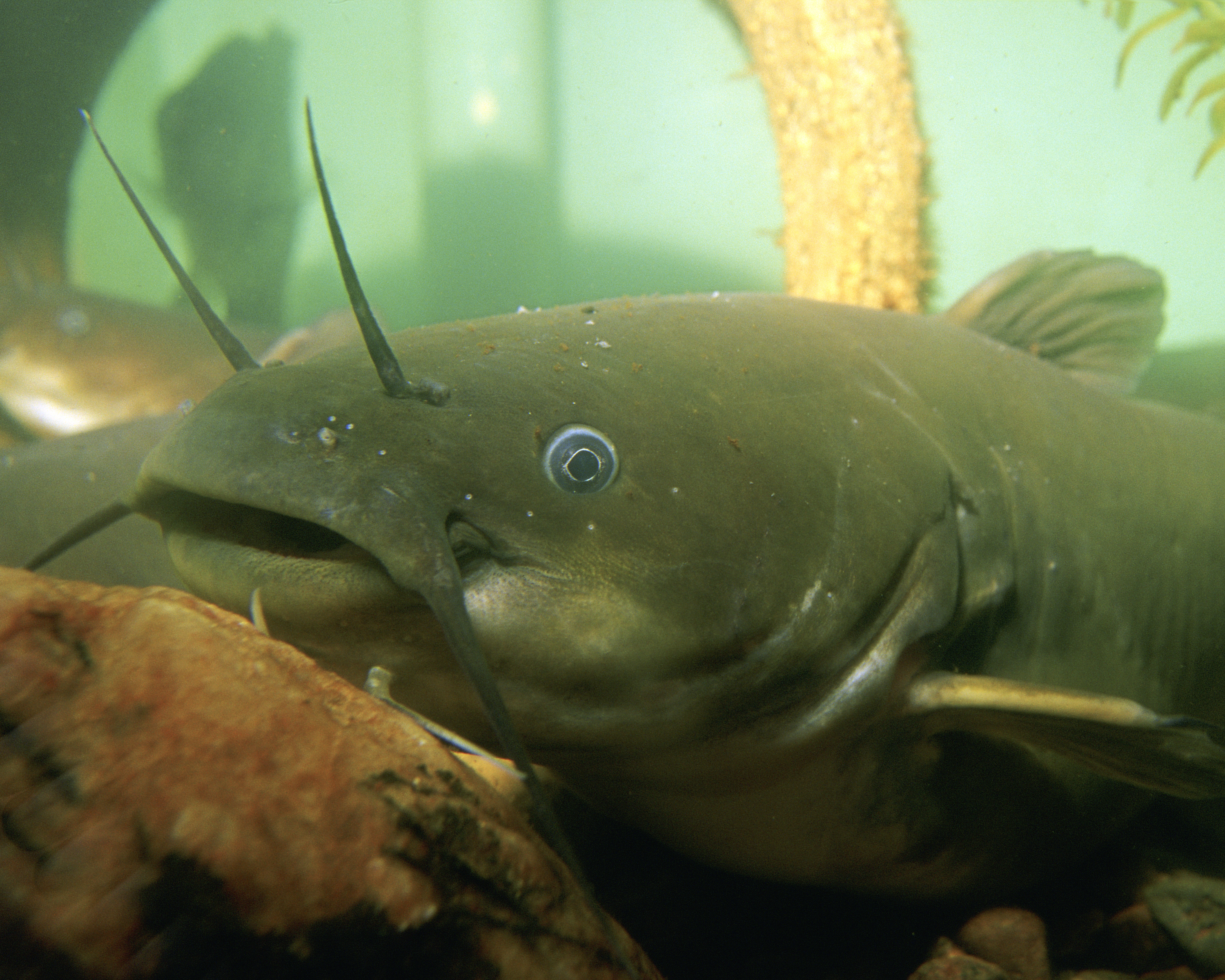
Ameiurus natalis

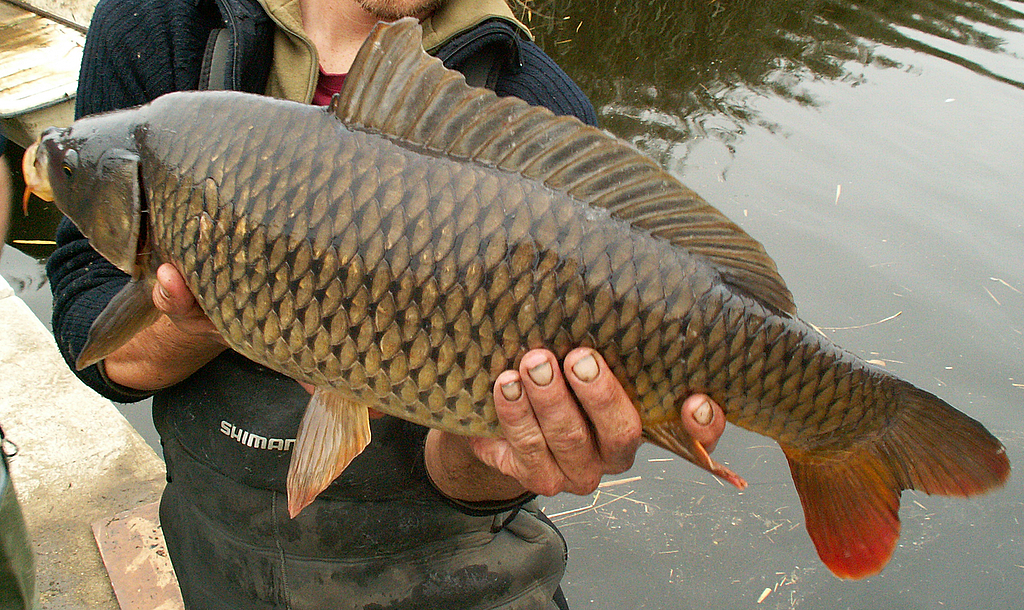
Cyprinus carpio

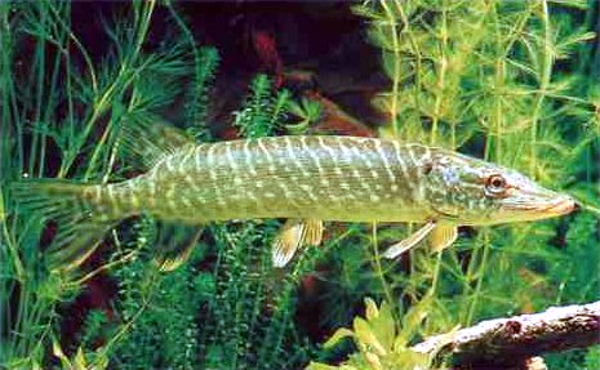
Esox lucius

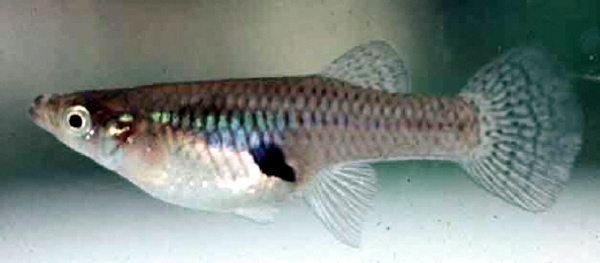
Gambusia affinis

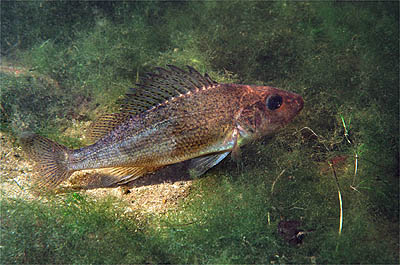
Gymnocephalus cernuus

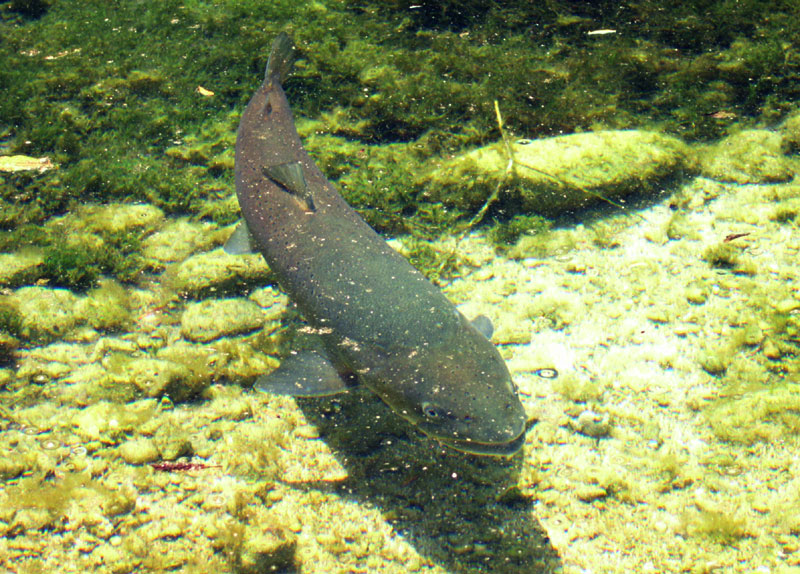
Hucho hucho

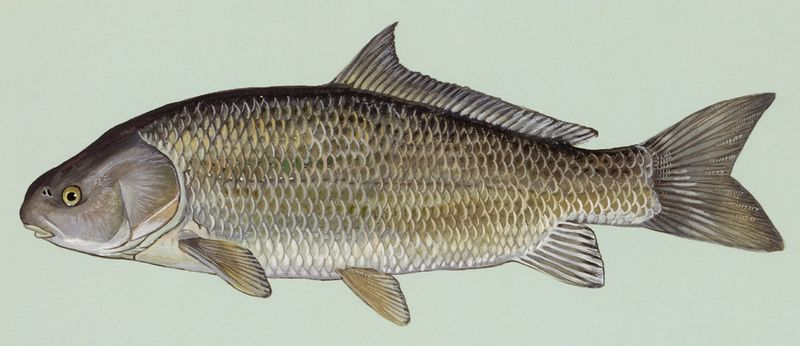
Ictiobus niger

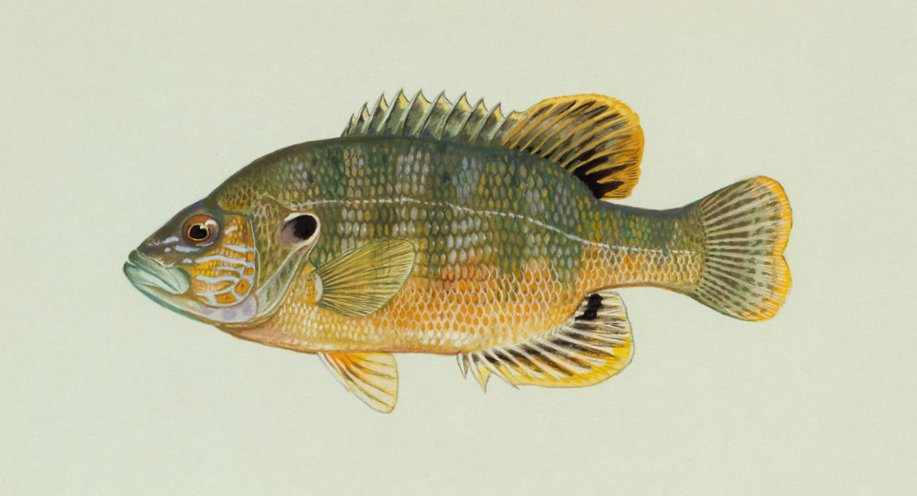
Lepomis cyanellus

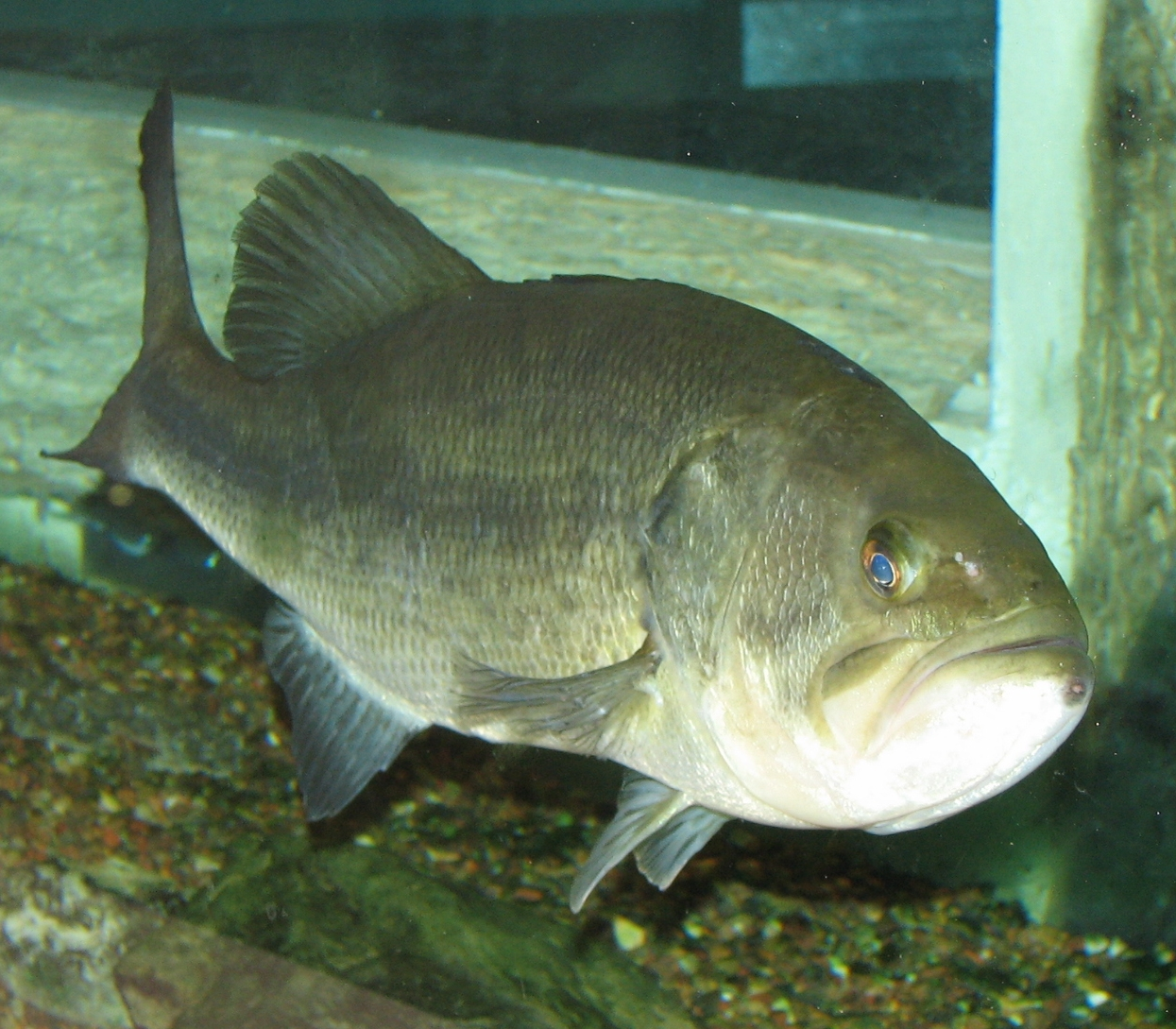
Micropterus salmoides

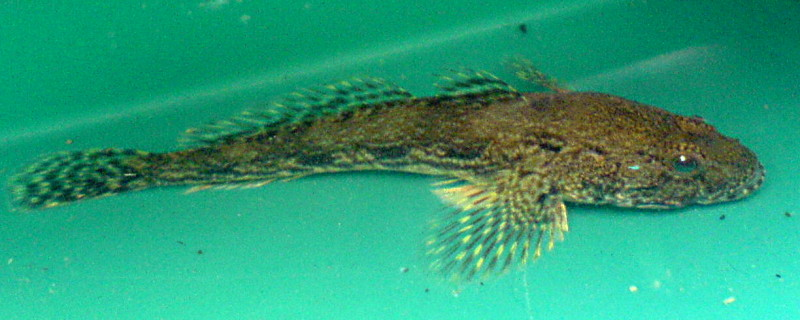
Neogobius kessleri

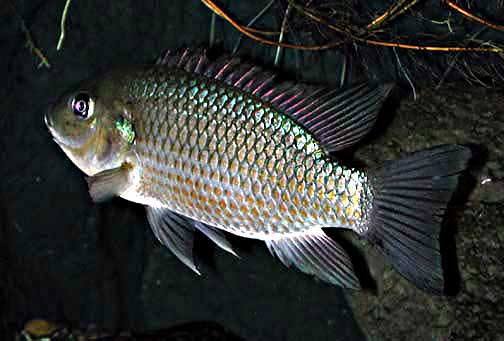
Oreochromis mossambicus

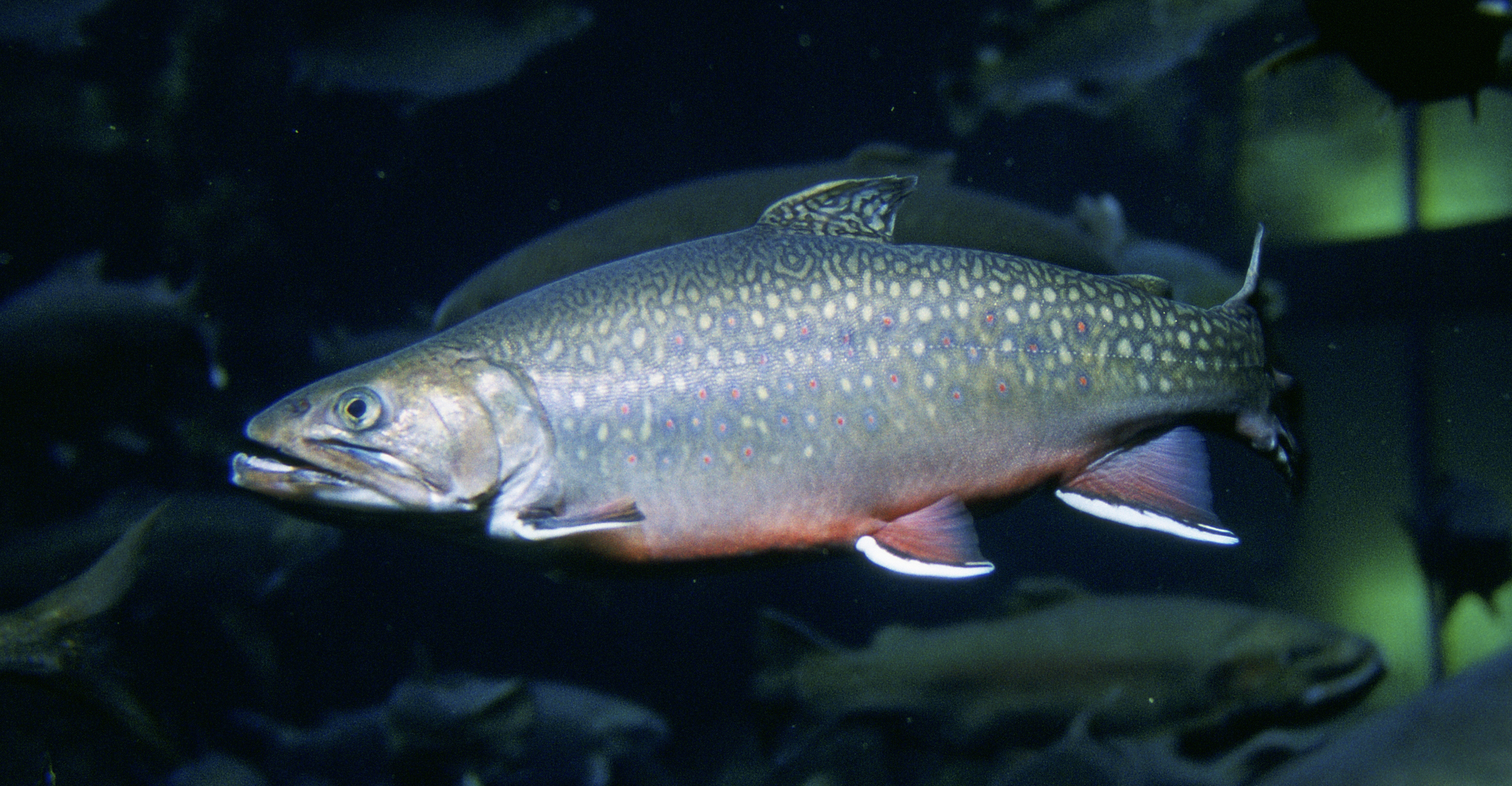
Salvelinus fontinalis

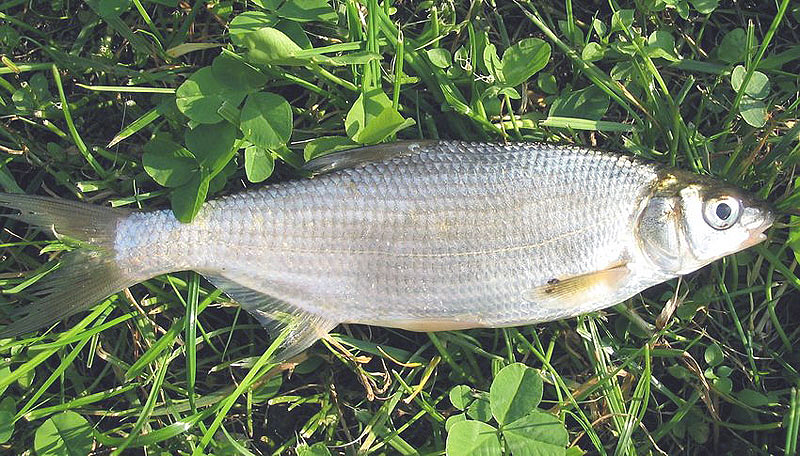
Vimba vimba

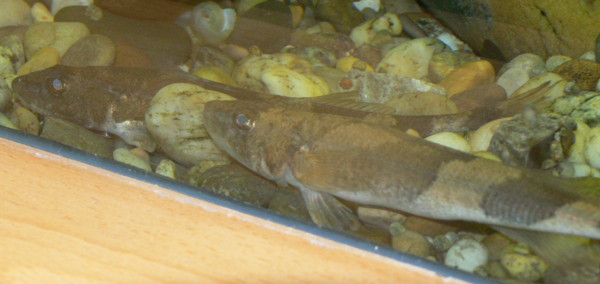
Zingel streber

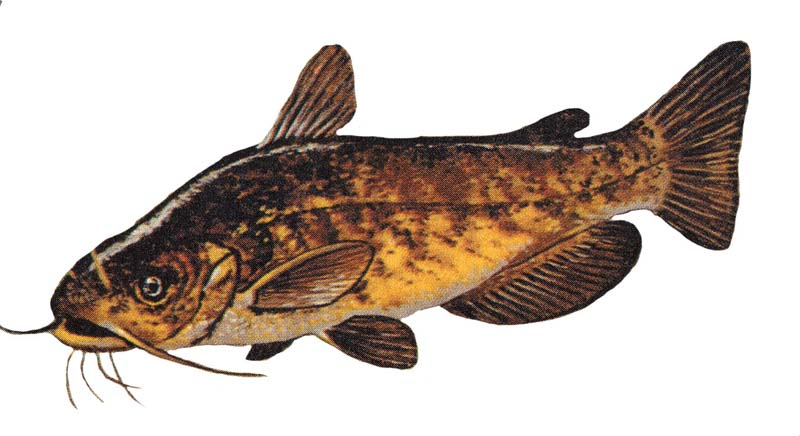
Ameiurus nebulosus

Esta é uma lista de peixes do rio Danúbio, que inclui 79 espécies, ordenadas por ordem alfabética do nome científico.

## A
- Abramis sapa
- Acipenser gueldenstaedtii
- Acipenser nudiventris
- Acipenser ruthenus
- Alburnoides bipunctatus
- Alburnus danubicus
- Alburnus mento
- Alburnus sarmaticus
- Alosa caspia caspia
- Alosa immaculata
- Ambloplites rupestris
- Ameiurus natalis
- Ameiurus nebulosus

## B
- Ballerus ballerus
- Barbus petenyi
- Benthophilus nudus

## C
- Catostomus catostomus catostomus
- Chondrostoma nasus
- Clarias gariepinus
- Cobitis elongata
- Cobitis elongatoides
- Cobitis megaspila
- Coregonus peled
- Cottus cognatus
- Cottus gobio
- Cottus metae
- Cottus poecilopus
- Cottus transsilvaniae
- Ctenopharyngodon idella
- Culaea inconstans
- Cyprinus carpio carpio

## E
- Esox lucius
- Eudontomyzon danfordi
- Eudontomyzon mariae

## G
- Gambusia affinis
- Gasterosteus aculeatus aculeatus
- Gymnocephalus baloni
- Gymnocephalus cernuus
- Gymnocephalus schraetser

## H
- Hucho hucho
- Huso huso
- Hypophthalmichthys molitrix

## I
- Ictiobus bubalus
- Ictiobus cyprinellus
- Ictiobus niger

## L
- Lepomis cyanellus
- Lepomis gibbosus

## M
- Micropterus dolomieu
- Micropterus salmoides

## N
- Neogobius fluviatilis fluviatilis
- Neogobius gymnotrachelus
- Neogobius kessleri
- Neogobius melanostomus

## O
- Oreochromis mossambicus

## P
- Pelecus cultratus
- Perccottus glenii
- Petroleuciscus borysthenicus
- Proterorhinus marmoratus
- Pseudorasbora parva
- Pungitius platygaster

## R
- Romanogobio albipinnatus
- Romanogobio antipai
- Romanogobio uranoscopus
- Romanogobio vladykovi
- Rutilus pigus

## S
- Sabanejewia aurata aurata
- Sabanejewia balcanica
- Sabanejewia bulgarica
- Sabanejewia romanica
- Salmo labrax
- Salvelinus fontinalis
- Sander lucioperca
- Sander volgensis

## T
- Thymallus arcticus arcticus

## U
- Umbra krameri

## V
- Vimba elongata
- Vimba vimba

## Z
- Zingel streber
- Zingel zingel[1]